# 黄额闭壳龟
黄额闭壳龟（学名：[Cuora galbinifrons] 错误：{{Lang}}：文本有斜体标记（帮助））又稱花背箱龜、梅花箱龜，为龟科闭壳龟属的爬行动物，又稱梅花盒龜、花背盒龜、海南闭壳龟等。分布于北部灣，尤其是越南北部以及中国大陆的海南，亦見於广西及寮國等地，但尚未確定是否存在於柬埔寨東北部。一般生活于山区的溪流中，但海南島的黄额闭壳龟是生活於低地的。因陸棲性強，有部分學者認為應將黄额闭壳龟和黃緣盒龜列入Cistoclemmys屬。黄额闭壳龟是雜食性的，圈養個體每次產一至三枚卵，並發現本種產卵的行為與其他同屬物種方式有點不同。

## 亞種
- 黄额闭壳龟黑腹亞種，即指名亞種(C. g.galbinifrons)在1939年由Bourret描述，但第一個個體幾乎直到40年後才被進口到歐洲和美國。這個亞種發現於廣西南部、海南岛、越南北部，大概也產於北老撾。其中海南的族群一度被認為是一個單獨的物種，或至少單獨的亞種。该亞种的模式产地在越南北部。[1]

- 黄额闭壳龟布氏亞種(Cuora galbinifrons bourreti　Obst & Reimann, 1994)發現於越南中部、老撾南部和柬埔寨西北部。该亞种的模式产地在越南中部。

- 黄额闭壳龟圖畫亞種(Cuora galbinifrons picturata　Lehr, Fritz & Obst, 1998)發現於越南南部和柬埔寨(除西北部外)。该亞种的模式产地在越南南部。

## 威脅
黄额闭壳龟雖被列為極危物種，並是華盛頓公約附錄2、越南红皮书物種，但仍面對野生個體被捕捉食用的威脅。中國是黄额闭壳龟主要的消費國，多用作食物和醫藥。除此之外，分布侷限、生境的破壞、不易繁殖和捕捉作寵物等問題也令黄额闭壳龟數量銳減。

## 人工飼養
黄额闭壳龟的人工飼養十分困難，因此龜種適應環境能力欠佳，且十分神經質難以開食，提高了飼養的難度。日本第一個成功馴養和繁殖該物種的動物園是札幌市丸山動物園。而香港動植物公園亦曾飼養黄額閉殻龜。